# Anh Ngọc
Anh Ngọc (sinh năm 1925) là ca nhạc sĩ nhạc tiền chiến Việt Nam.

## Cuộc đời
Ông tên thật là Từ Ngọc Toản, sinh năm 1925 tại Hà Đông, trong một gia đình có 8 người con.
Ông trưởng thành tại Hà Nội và từng theo học các trường Thăng Long, Puginier và Louis Pasteur ở đây. Khi còn rất trẻ, ông đã yêu thích ca hát mặc dù sinh trưởng trong một gia đình thủ cựu, gồm có 8 người con, trong đó chỉ có ông và Ngọc Long trở thành ca sĩ.
Năm 1947, ông vào Huế thăm một người anh làm việc ở đây và lưu lại Huế hơn một năm. Trong thời gian này ông được nữ ca sĩ Minh Trang mời hát trên đài phát thanh Huế.
Năm 1949, Anh Ngọc vào Sài Gòn để khởi đầu cộng tác với Đài phát thanh Pháp Á. Sau đó, ông lần lượt được mời hát trong chương trình ca nhạc của Đài Phát thanh Quân đội (thuộc Nha Chiến tranh Tâm lý), Đài phát thanh Sài Gòn, đài Mẹ Việt Nam, Đài Tiếng nói Tự do và Đài Truyền hình Việt Nam.
Với đài Sài Gòn, ông còn giữ vai trò xướng ngôn viên. Ông đã phụ trách chương trình "Tiếng nhạc tâm tình" với một số ca sĩ cùng thời, như Thái Thanh, Kim Tước, Mai Hương, Hà Thanh, và một số nhạc sĩ khác.
Sau khi vào Sài Gòn, công việc chính của ông là nhân viên của Sở Thông tin Hoa Kỳ, từ năm 49 cho đến khi ông được gọi động viên vào đầu thập niên 1960. Mặc dù tuy là một danh ca, nhưng nghề chính của ông không phải là ca sĩ.
Trong thời gian quân ngũ, Anh Ngọc phục vụ trong ngành Chiến tranh tâm lý, trong vai trò xướng ngôn viên tại Đài Phát thanh Quân đội. Sau khi giải ngũ, ông làm việc cho đài Tiếng nói Tự do, vừa là xướng ngôn viên, vừa tham gia những chương trình ca nhạc phát thanh.
Sau biến cố tháng 4 năm 1975, ông bị kẹt lại Việt Nam và không tham gia vào bất cứ sinh hoạt ca nhạc nào mặc dù nhiều lần được nhắc nhở.
Năm 1990, Anh Ngọc sang Mỹ theo diện đoàn tụ. Ba năm đầu ông cư ngụ ở Quận Cam. Từ năm 1993, ông cùng gia đình về cư ngụ tại thành phố Burke, tiểu bang Virginia cho đến nay. Năm 1995, ông đã cho xuất bản CD Trở về dĩ vãng và Một thời để nhớ. Năm 2004, ông giải nghệ, không còn xuất hiện trên sân khấu nữa, thỉnh thoảng chỉ hát cho góp vui..
Ngoài vai trò ca sĩ, thì Anh Ngọc có thêm một bút danh khác khi sáng tác nhạc, đó là bút danh Anh Hoa.

## Ca khúc

### Sáng tác
- Đợi anh
- Bóng anh về
- Khúc ca muôn thưở (Granada)
- Khúc nhạc thanh bình (Hoài An - Anh Hoa)
- Hận ly hương (Anh Hoa - Ngọc Long)[2]
- Nhạc buồn (viết lời Việt)
- Quê người miền Bắc
- Tà áo trắng
- Trăng phương Nam
- Tiễn người chinh phu

### Trình diễn
- Tơ sầu (Lâm Tuyền)[3]
- Trở về mái nhà xua (Phạm Duy)
- Tình hoài hương (Phạm Duy)
- Trương Chi (Văn Cao)
- Bóng chiều xưa (Dương Thiệu Tước & Minh Trang)

Danh sách này không đầy đủ, bạn cũng có thể giúp mở rộng danh sách.